# Варламов Олександр Вікторович
Варламов Олександр Вікторович (18 липня 1979) — білоруський стрибун у воду.
Учасник Олімпійських Ігор 2004, 2008 років.
Призер Чемпіонату світу з водних видів спорту 1998 року.
Призер Чемпіонату Європи з водних видів спорту 1997 року.